# The Enchanting Shadow
The Enchanting Shadow è un film del 1960, diretto da Han Hsiang Li. Presentato in concorso al Festival di Cannes 1960, venne nominato per la Palma d'oro; inoltre il film è stato il candidato ufficiale per Hong Kong nella corsa per l'Oscar al miglior film straniero nel 1961, senza però entrare nella cinquina finale.

## Trama
Giunto in un villaggio, l'esattore Ning, non trovando alloggio per la notte, sceglie di rifugiarsi in un tempio fuori dai confini del paese, nonostante gli avvertimenti di molte persone, convinte che il luogo sia infestato da presenze malefiche. Le infauste superstizioni dei popolani si rivelano corrette: il luogo è maledetto e presenziato dal demone Lao Lao e da altri spettri, che uccidono chiunque arrivi al tempio. Ning, con l'aiuto di Yan - un valoroso guerriero - e della principessa Nie - uno dei fantasmi, ribellatosi al demone - libererà il sacro luogo dalla maledizione.

## Remake
Nel 1987 è stato girato Storia di fantasmi cinesi, tratto dallo stesso racconto di Pu Songling.